# 鍋田川温泉
鍋田川温泉（なべたがわおんせん）は、三重県桑名郡木曽岬町にある温泉。

## 泉質
- 食塩泉
  - 源泉温度47.7℃
  - 湧出量 : 毎分210リットル

## 温泉施設
- 日帰り入浴施設と旅館がそれぞれ一軒ずつある。

## 歴史
古くから湯治目的で利用されていた。現在の源泉は、1350メートルボーリングを実施して開発されたものである。

## アクセス
- 鉄道：近鉄弥富駅（近鉄名古屋線）から無料送迎バス「なべた川バス」乗車
- 車：東名阪自動車道弥富インターチェンジ下車後、国道155号・国道1号経由